# Фабріс Кола
Фабріс Кола (фр. Fabrice Colas, 21 липня 1964) — французький велогонщик.
Бронзовий призер Олімпійських Ігор 1984 року в гіті на 1 км.
Срібний призер Чемпіонату світу з велоперегонів на треку 1991 року в спринті, бронзовий призер 1991 року в кейріні.